# Torneo Internacional de Moscú 2018
El Moscow River Cup presented by Ingrad 2018 fue la primera edición del torneo de tenis profesional jugado en canchas de polvo de ladrillo en el National Tennis Center. Se llevó a cabo en Moscú (Rusia), entre el 23 y el 29 de julio de 2018.

## Distribución de puntos
| Modalidad           | Campeona | Finalista | Semifinales | Cuartos de final | 2ª ronda | 1ª ronda | Clasificadas | 2ª ronda de clasificación | 1ª ronda de clasificación |
| Individual femenino | 280      | 180       | 110         | 60               | 30       | 1        | 18           | 12                        | 1                         |
| Dobles femenino     | 280      | 180       | 110         | 60               | 1        | -        | -            | -                         | -                         |

## Cabezas de serie

### Individuales femenino
| Tenista               | Ranking | Preclasificada |
| Julia Görges          | 10      | 1              |
| Daria Kasátkina       | 13      | 2              |
| Anastasija Sevastova  | 22      | 3              |
| Mihaela Buzărnescu    | 25      | 4              |
| Kateřina Siniaková    | 36      | 5              |
| Aliaksandra Sasnovich | 41      | 6              |
| Irina-Camelia Begu    | 42      | 7              |
| Alizé Cornet          | 48      | 8              |

- Ranking del 16 de julio de 2018.[2]

### Dobles femenino
| Tenista                               | Ranking | Preclasificada |
| Xenia Knoll Johanna Larsson           | 87      | 1              |
| Veronika Kudermetova Lidziya Marozava | 117     | 2              |
| Monique Adamczak Jessica Moore        | 129     | 3              |
| Natela Dzalamidze Anastasia Rodionova | 132     | 4              |

## Campeonas

### Individual femenino
Olga Danilović venció a  Anastasia Potapova por 7-5, 6-7(1-7), 6-4

### Dobles femenino
Anastasia Potapova /  Vera Zvonareva vencieron a  Alexandra Panova /  Galina Voskoboeva por 6-0, 6-3